# Landgericht Klausen

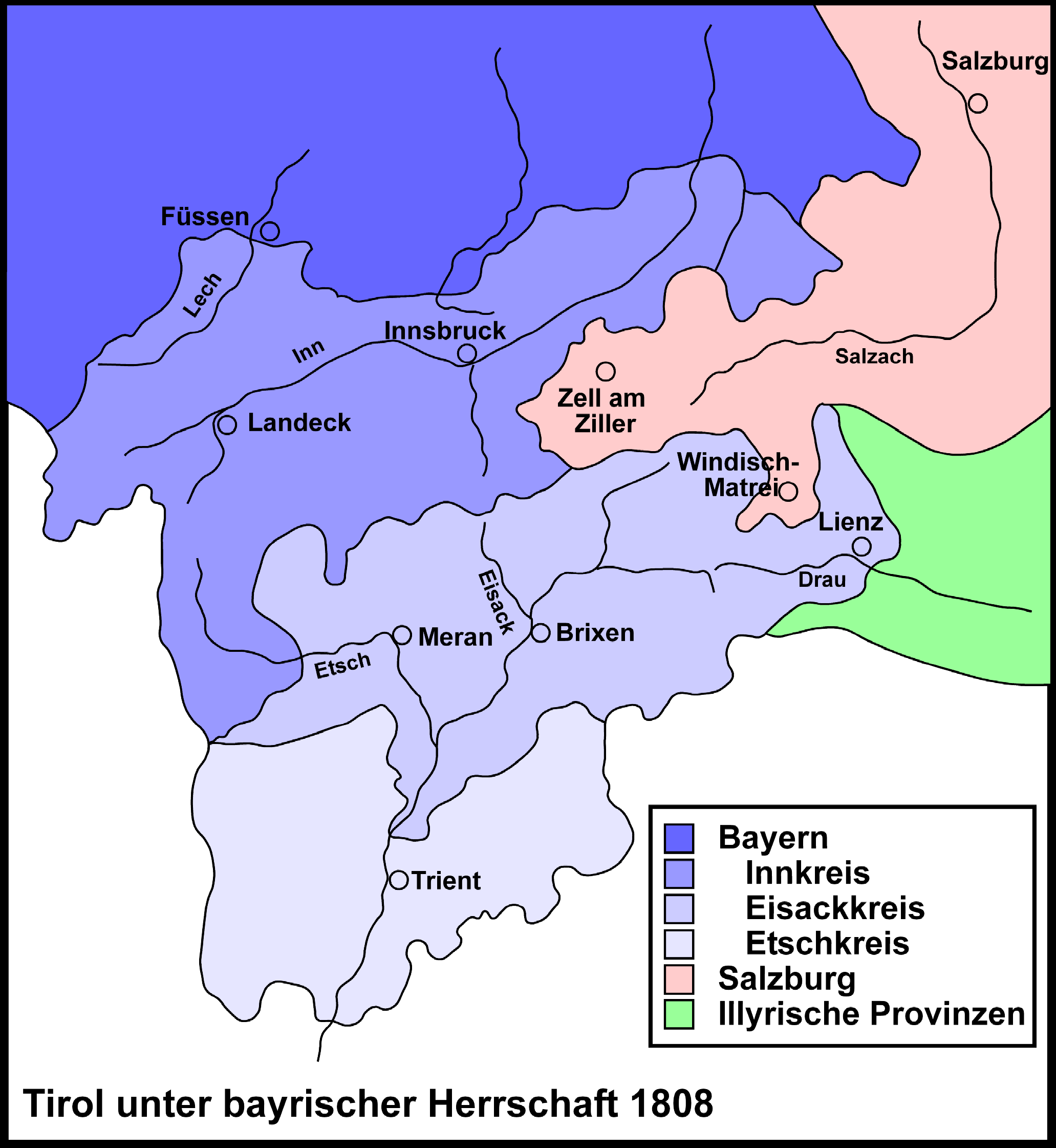
Das Landgericht Klausen im Eisackkreis 1808

Das Landgericht Klausen war ein von 1805 bis 1814 bestehendes bayerisches Landgericht älterer Ordnung mit Sitz in Klausen in Südtirol. Die Landgerichte waren im Königreich Bayern Gerichts- und Verwaltungsbehörden.

## Geschichte
Das von Napoleon und seinen Verbündeten schwer geschlagene Österreich musste 1805 im Frieden von Pressburg seine Gefürstete Grafschaft Tirol an das mit Napoleon verbündete Bayern abtreten. In der Folge wurde im Verlauf der Verwaltungsneugliederung Bayerns das Landgericht Klausen errichtet. Dieses wurde nach der Gründung des Königreichs Bayern dem Eisackkreis zugeschlagen, dessen Hauptstadt Brixen war. 1810 wurde das Landgericht dem Innkreis mit der Hauptstadt Innsbruck zugeschlagen. 1814 wurde der Innkreis an Österreich abgegeben.

## Beamte des Landgerichts
Die Namen der Beamten des Landgerichts Klausen im Jahr 1809 lassen sich aus dem Königlich-Baierischen Regierungsblatt entnehmen.
- Erster Assessor: Joseph Knittl
- Zweiter Assessor: Christoph Holland
- Aktuar: Anton Zizler